# هیسپان‌تی‌وی
هیسپان‌تی‌وی (به اسپانیایی: HispanTV) نام اولین شبکه تلویزیونی اسپانیایی‌زبان ایران می‌باشد.

## تاریخچه
این شبکه که فعالیت خود را از تاریخ ۲۱ دسامبر ۲۰۱۱ آغاز کرد در ۳۱ ژوئن ۲۰۱۲ با حضور رئیس وقت سازمان صداوسیما (سید عزت‌الله ضرغامی) و رئیس‌جمهور وقت (محمود احمدی‌نژاد) به صورت رسمی افتتاح شد.

## اهداف
با تأسیس این شبکه ایران تصمیم دارد روابط خود را با کشورهای اسپانیایی زبان مثل اسپانیا، کوبا، کاستاریکا، مکزیک وبقیه کشورهای آمریکایی مرکزی وحوزه دریای کارائیب و آمریکایی جنوبی (لاتین) بهبود ببخشد.
این شبکه تلویزیونی یک شبکه دولتی است که درگروه زبان‌های خارجی صدا و سیمای جمهوری اسلامی ایران فعالیت می‌کند. مرکز اصلی آن در تهران است اما این شبکه در دیگر کشورهای اسپانیایی زبان هم صاحب دفتر و مرکز پخش می‌شود. مجریان و خبرنگاران این شبکه از کشورهای مختلف انتخاب شده‌اند که در کنار ایرانیانی که به این زبان تسلط دارند به فعالیت پرداخته‌اند. این شبکه بنا دارد دنباله رو دیگر شبکه‌های برون مرزی ایران مثل پرس تی‌وی و العالم باشد که شعار خود را «بازتاب بی طرفانه خبرهای مهم جهان و خبر از دیدگاهی نو» معرفی کرده‌اند.
هدف اصلی این گونه شبکه‌های خارجی زبان، آشنایی بیشتر مردم دنیا با دیدگاه‌های جمهوری اسلامی ایران است.